# Старт (футбольный клуб, Кристиансанн)
ИК «Старт» (норв. Idrettsklubben Start) — норвежский футбольный клуб из города Кристиансанн, выступающий в ОБОС-лиге. Основан 19 сентября 1905 года. C 2007 года домашние матчи проводит на «Сёр Арена», вмещающей 14 300 зрителей (ранее на стадионе «Кристиансанн»). Помимо футбола, в клубе культивируется женский гандбол.

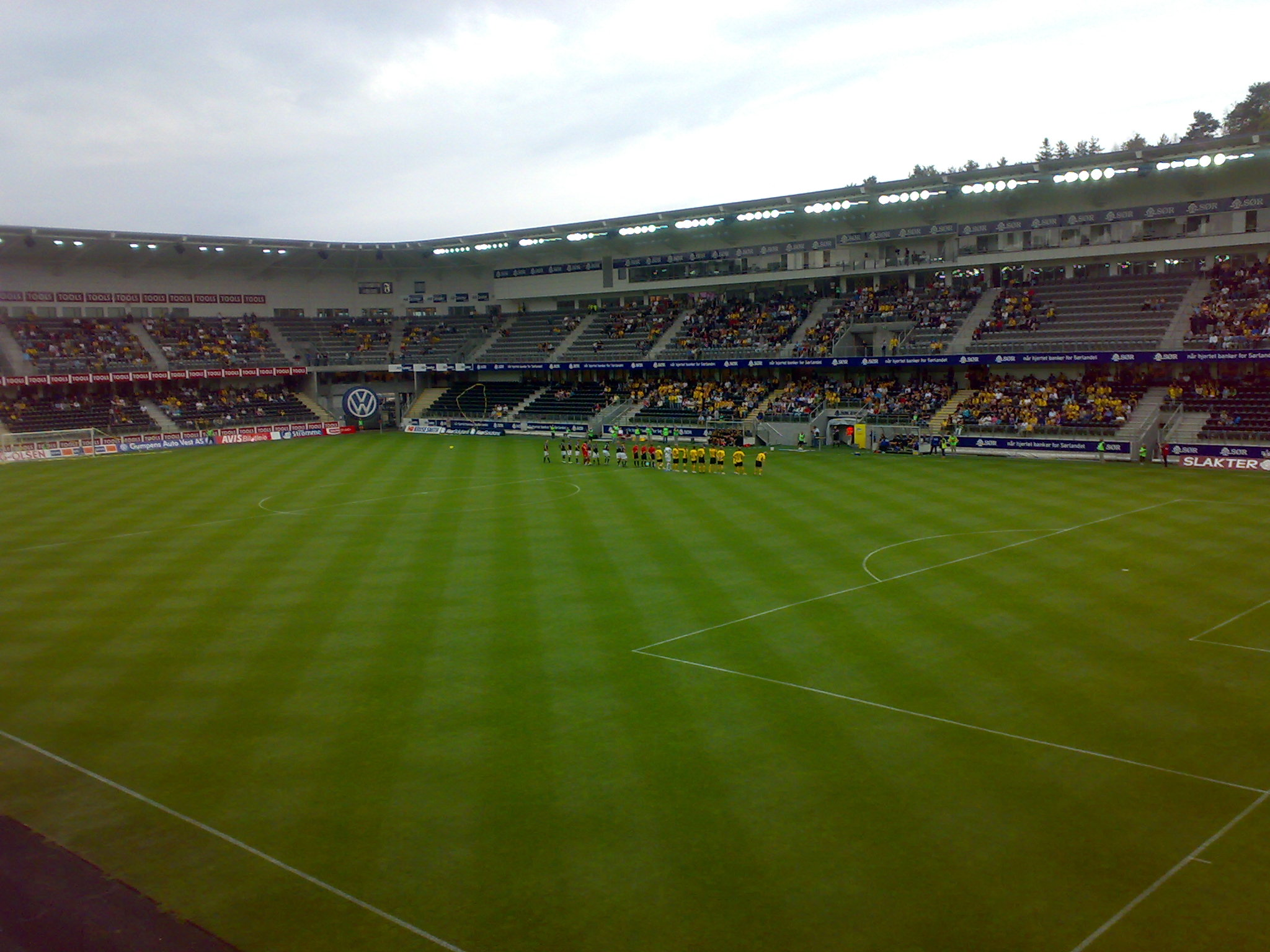
Стадион

## Достижения
- Чемпионат Норвегии:
  - Чемпион (2): 1978, 1980
  - Серебряный призёр (1): 2005
  - Бронзовый призёр (7): 1973, 1975, 1979, 1983, 1984, 1991, 1992

- Чемпионат Норвегии среди юношей:
  - Чемпион (4): 1974, 1993, 2006, 2007